# HC Milano Vipers
HC Milano Vipers var ett italienskt hockeylag från Milano. Laget spelade i Serie A i ishockey. Den svenske ishockeyspelaren Niklas Sundström spelade i HC Milano Vipers under NHL-konflikten.